# Straßenbahn Gera
Die Straßenbahn Gera der ostthüringischen Stadt Gera wird von der Verkehrs- und Betriebsgesellschaft Gera (GVB) betrieben. Sie ist nach der Straßenbahn Halle (Saale) die zweitälteste elektrische Straßenbahn Deutschlands. Sie wurde am 22. Februar 1892 eröffnet und hat eine Spurweite von 1000 mm. Die GVB vermarktet die Straßenbahn als Stadtbahn, vor allem die jüngste Linie 1. Der Fahrgastverband Pro Bahn hat der GVB mit dem Fahrgastpreis 2008 für die hervorragende Verknüpfung der Straßenbahn an drei Bahnhöfen/Haltepunkten ausgezeichnet und mit dem Fahrgastpreis 2014 für die vorbildliche Gestaltung der Nutzbarkeit des ÖPNV sowie die effiziente Organisation der Fahrzeuginstandhaltung.

## Geschichte

### Entwicklung bis 1971

Haltestelle Bogenhard in der Johannisgasse 1893

Nach Eröffnung am 22. Februar 1892 durch die Localbahn-Bau und Betriebs-Gesellschaft Wilhelm Hostmann & Co. aus Hannover als zweite elektrische Straßenbahn in Deutschland oblag die Betriebsführung zunächst der Eisenbahn-Bau und Betriebs-Gesellschaft Vering & Waechter aus Berlin als Eigentümer. Am 31. Dezember 1905 gingen Eigentum und Betriebsführung auf die Geraer Elektrizitätswerk und Straßenbahn AG über.
Die ersten beiden, zusammen 8,6 km langen Straßenbahnlinien führten von Tinz nach Debschwitz (Südfriedhof) und von Untermhaus (Mühlgrabenbrücke) nach Lindenthal (bei der heutigen Haltestelle Wintergarten). Ein Jahr später, am 1. April 1893, folgte die dritte Linie vom heutigen Hauptbahnhof nach Pöppeln. Die Linien trafen sich in der Heinrichstraße (damals Roßplatz), die bis heute die zentrale Umsteigestelle des Geraer Nahverkehrs geblieben ist.
Die Lindenthaler Strecke wurde am 8. November 1901 zum Bahnhof Pforten verlängert, wo vier Tage später die Schmalspurbahn nach Meuselwitz eröffnet wurde. Die Straßenbahn erhielt einen Gleisanschluss an diese Strecke, über den fortan Eisenbahngüterwagen zu den Geraer Industriebetrieben transportiert wurden. Am 19. November 1925 kam eine Strecke nach Zwötzen hinzu, die am Wintergarten von der Pfortener Strecke abzweigte und über die Ochsenbrücke führte. Die Debschwitzer Strecke wurde 1935 um eine Haltestelle bis zur Schenkendorfstraße verlängert. Inzwischen war am 17. August 1930 die erste Streckenstilllegung des Netzes erfolgt, die den kurzen Abschnitt vom Wilhelmplatz (heute Friedrich-Naumann-Platz) zur Mühlgrabenbrücke in Untermhaus betraf.
1945 musste die Linie nach Pöppeln, die schon ab der Eröffnung des O-Bus-Betriebs nach Leumnitz 1939 nur am Wochenende betrieben worden war, wegen der Kriegszerstörungen eingestellt werden. Auch die Zweigstrecke vom Puschkinplatz zum Hauptbahnhof fiel den Kriegswirren zum Opfer. In den 1950er Jahren wurde das Netz zunächst nach Süden erweitert (1956 von Debschwitz nach Lusan (Zoitzbergstraße) sowie 1959 die Verbindung zur bestehenden Strecke in Zwötzen, wodurch der sogenannte Südring entstand), doch in den 1960er Jahren plante die Regierung der DDR, den Straßenbahnbetrieb in den Städten mit weniger als 200.000 Einwohnern einzustellen. Daher wurde die Linie vom Stadtzentrum nach Untermhaus am 16. Juni 1968 eingestellt; der Abschnitt Stadtzentrum–Wintergarten–Zwötzen folgte am 14. November 1971. Damit gab es in der Stadt nur noch eine Straßenbahnlinie, die von Tinz durch das Zentrum und über Debschwitz nach Zwötzen, Wendeschleife (in Höhe Wehrstraße) fuhr. Auch in Tinz war in den 1960er Jahren eine Wendeschleife gebaut worden, so dass nun auch Einrichtungszüge eingesetzt werden konnten.

### Bis Ende der 1990er Jahre

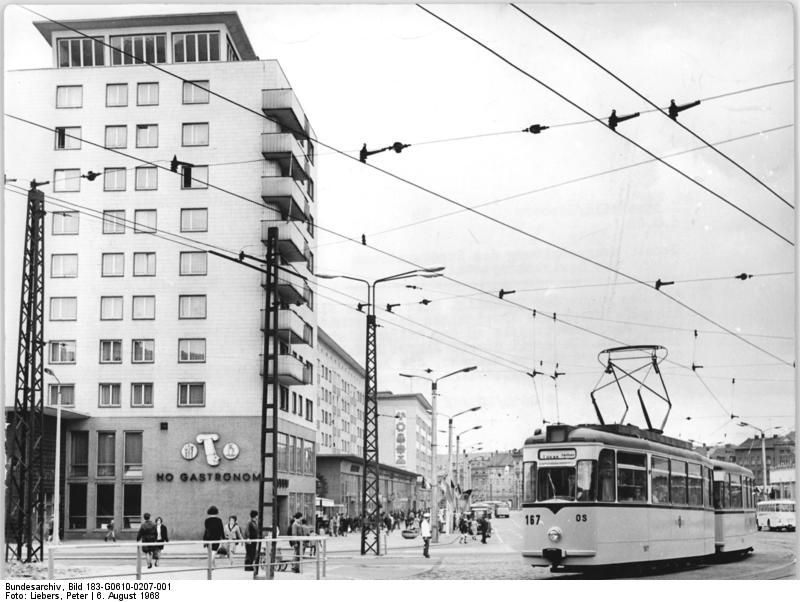
Straße der Republik (Heinrichstraße) 1968

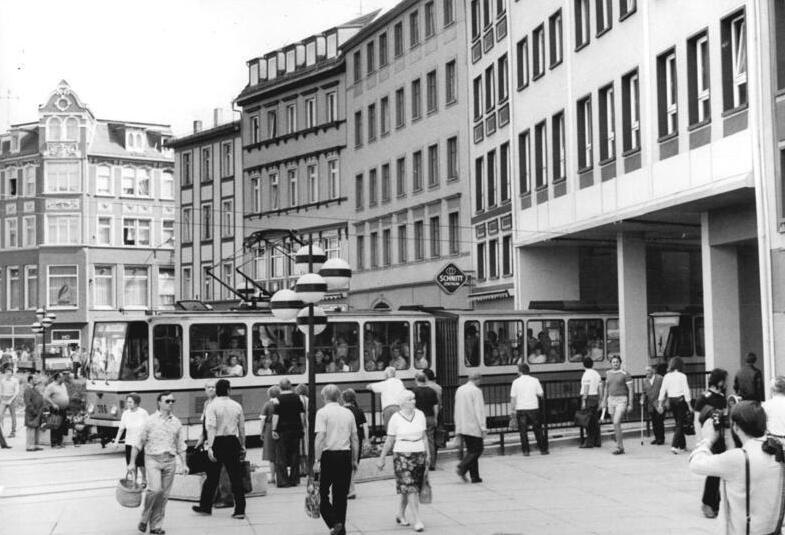
Neuartige Hausdurchfahrt der Straßenbahn in der Johannisstraße, Juni 1984

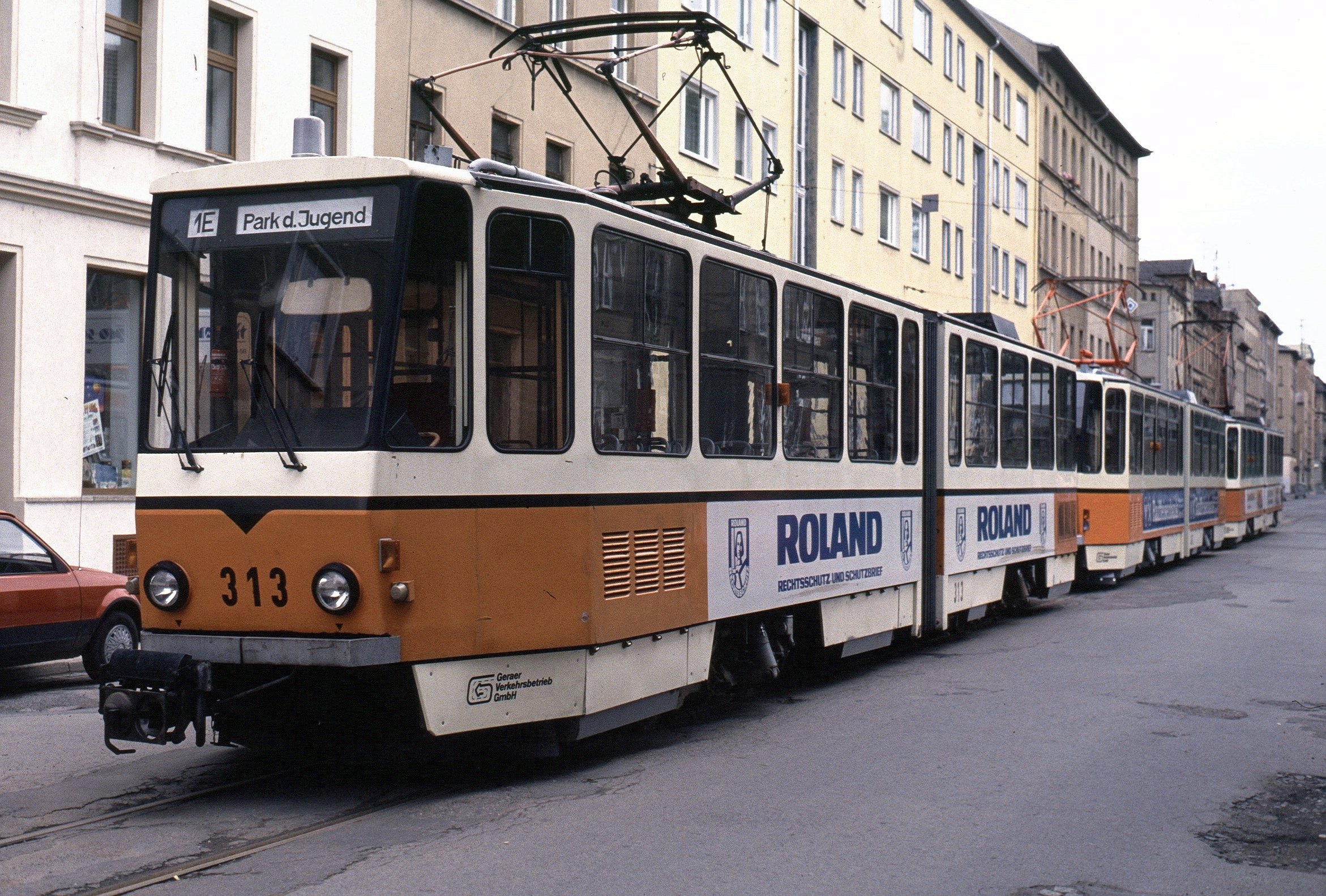
KT4D-Dreifachtraktion, 1993

Ab 1972 baute man im Südwesten der Stadt das Neubaugebiet Lusan, das später mit 45.000 Einwohnern zum größten Neubaugebiet im Bezirk Gera wurde. Es sollte mit einer neuen Straßenbahnlinie zwischen den Wendeschleifen Tinz und Lusan/Brüte erschlossen werden, deren erster Abschnitt bis zur Wendeschleife Zeulenrodaer Straße (jetzt Lusan/Brüte) am 5. Oktober 1977 eröffnet wurde. Zu diesem Zweck wurden die ersten der neuen Gelenktriebwagen vom Typ Tatra KT4D angeschafft. Die Linie wurde am 27. und 28. Oktober 1979 bis Lusan/Zeulsdorf erweitert, die Endhaltestelle Lusan/Brüte – ursprünglich nur als Provisorium geplant – ist aber bis heute in Betrieb.
Am 1. Juni 1984 wurde auf der Sorge, der Hauptfußgängerzone der Stadt, der letzte eingleisige Abschnitt des Streckennetzes stillgelegt. Die Bahn erhielt einen neuen Gleiskörper in der parallel zur Sorge verlaufenden Straße Hinter der Mauer, die komplett umgestaltet und zur Vermeidung politischer Assoziationen vorübergehend in Am Leumnitzer Tor umbenannt wurde. Zu diesem Zweck wurde die Trasse unter einem Mehrfamilienhaus hindurch geführt, damals einmalig in der DDR. Ebenfalls zu den Arbeiterfestspielen 1984 wurde eine Wendeschleife um den Busbahnhof am Hauptbahnhof gelegt, die aber nie ans Straßenbahnnetz angeschlossen wurde. Bis zur letzten Umgestaltung des Bahnhofsplatzes zeugte ein noch dort als Imbiss-Kiosk aufgestellter Straßenbahnwagen vom Plan, Bahnhof und Busbahnhof wieder ans Straßenbahnnetz anzuschließen.
Ab 1986 folgte im Nordosten der Stadt die Errichtung des Neubaugebietes Bieblach Ost, das durch eine Verlängerung der Linie Lusan – Tinz mit der Straßenbahn erschlossen wurde. In dieser Form wird die Linie bis heute betrieben. Wie bereits in Lusan wurde die Bahn auch in Bieblach Ost in mehreren Abschnitten gebaut und eröffnet. Zunächst wurde diese Strecke am 18. Dezember 1986 bis zur Haltestelle Roschütz (heute Heidecksburgstraße) in Betrieb genommen; am 24. April 1989 dann bis zum heutigen Endpunkt Bieblach Ost. Anders als in Lusan wurde die provisorische Wendeschleife Roschütz aber wieder zurückgebaut. Hinter der Wendeschleife Bieblach-Ost sollte ein neuer Betriebshof entstehen (neben dem damals ohnehin schon im Süden der Stadt geplanten), entsprechend hat man die Schleife baulich bereits für eine Erweiterung angelegt. Jedoch stoppte die Wende viele Pläne, im Neubaugebiet wurden nicht alle geplanten Abschnitte bebaut, der Betriebshof wurde gestrichen.
Nach der Wiedervereinigung setzte eine rasche Modernisierung des Straßenbahnbetriebes ein. Ab 26. Oktober 1990 wurden im regulären Linienbetrieb keine zweiachsigen Wagen (Gothawagen Serien ET57 bis 62 bzw. Tatra T2D) mehr eingesetzt. Diese Fahrzeuge stammten zum Teil noch aus den 1950er Jahren.
Der Betriebshof der Straßenbahn wurde von der De-Smit-Straße im Stadtzentrum an den südlichen Stadtrand verlegt. Mit dem Bau des Einkaufszentrums Gera Arcaden wurde die Zentrale Umsteigestelle Heinrichstraße komplett umgestaltet und Ende 1998 übergeben.

### Stadtbahnprogramm und Beitritt zum VMT

#### Stadtbahnprogramm Stufe I
Im Zeitraum 2002 bis 2008 erfolgte die Realisierung der ersten Stufe zum Ausbau des Straßenbahnnetzes. Verbaut wurden im Zeitraum 92 Mio. Euro, davon 64 Mio. Euro Fördermittel.
Neubau der Linie 1

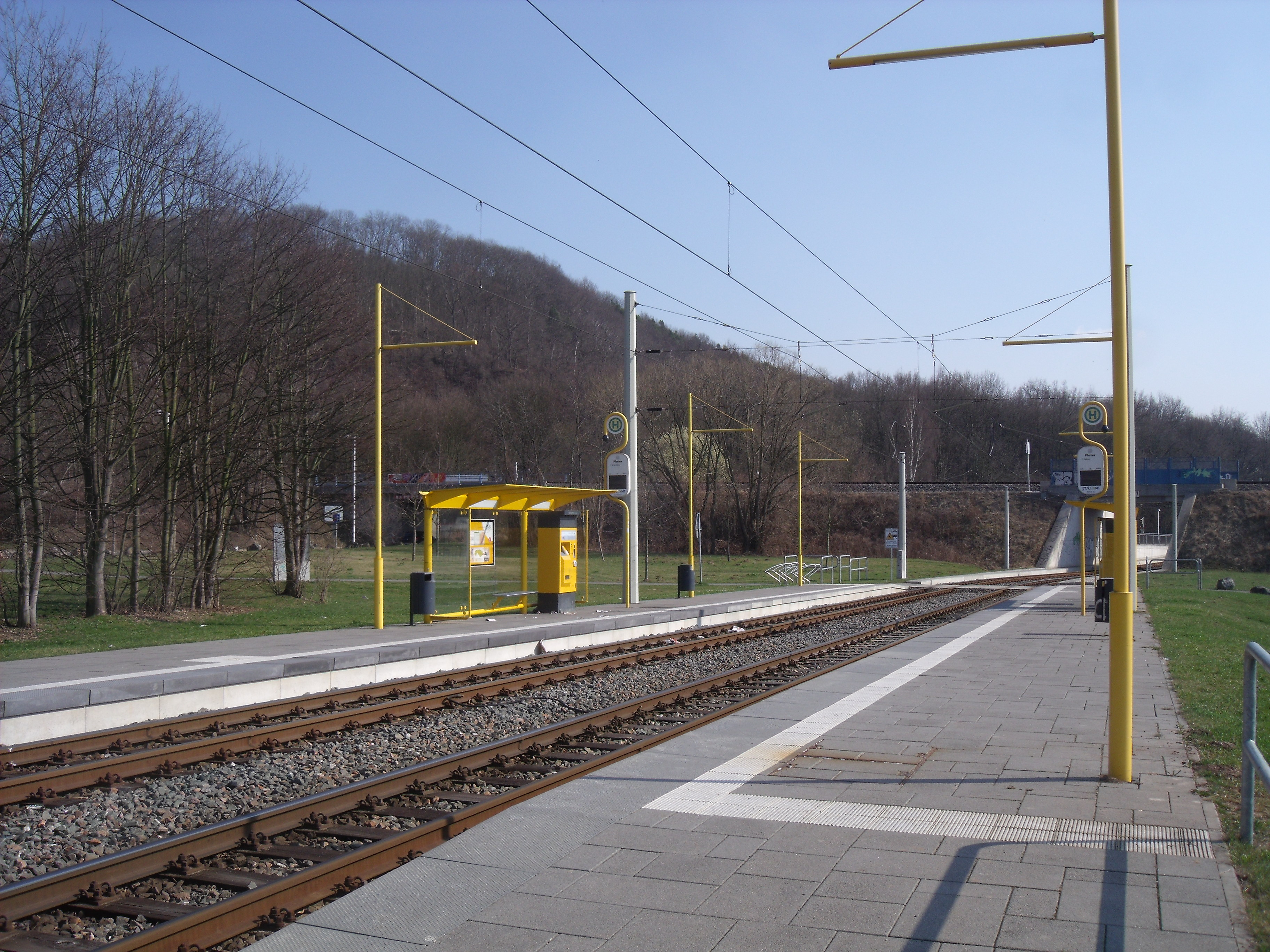
Neu errichtete Strecke der Linie 1 in der Elsteraue

Zwischen 2002 und 2006 wurde die „Stadtbahnlinie“ 1 von Untermhaus über Hauptbahnhof/Theater und Heinrichstraße nach Zwötzen errichtet. Das Projekt wurde maßgeblich vom damaligen GVB-Geschäftsführer und späteren (2006–2012) Oberbürgermeister Norbert Vornehm vorangetrieben. Wegen Versäumnissen bei der Planung einer Eisenbahnbrücke bei Pforten war es nicht möglich, zusammen mit der alten Linie 2 einen Ring zu schließen. Die neue, sechs Kilometer lange Strecke ist für Höchstgeschwindigkeiten bis 70 km/h ausgelegt und zu 80 Prozent als eigener Bahnkörper getrennt vom Straßenverkehr ausgeführt. Von beiden Endhaltestellen erreicht man die zentrale Umsteigestelle innerhalb zunächst zehn, nach Optimierung der Ampelanlagen acht Minuten. Ein halbes Jahr vor dem ursprünglichen Termin konnte die Linie am 3. November 2006 eröffnet werden. Am 5. November 2006 begann der fahrplanmäßige Verkehr. Das Projekt stand im Zusammenhang mit der Ausrichtung der Bundesgartenschau 2007 in Gera und Ronneburg.
Am Hauptbahnhof wurde für die Stadtbahn eine eigene Unterführung errichtet, wo sich die Haltestelle direkt unter den Bahnsteigen befindet und so das Umsteigen von der Stadtbahn zur Eisenbahn erleichtert wird.
Umbau der Linie 2
Am Zwötzener Bahnhof wurde eine neue Wendeschleife für die Linie 2 gebaut und 2004 eröffnet. Seitdem halten Busse und Bahnen an demselben Bahnsteig wie die Züge nach Saalfeld, Hof und Leipzig sowie seit 2016 auch nach Greiz, Plauen und Erfurt. Die alte Wendeschleife in der Zwötzener Straße wurde aufgegeben und die Linie 2 entsprechend gekürzt.
Ausbau der Linie 3
Im Stadtzentrum wurde eine Wendeschleife gebaut, deren Gleise heute Teil der Trasse der Stadtbahnlinie 1 sind. Es folgten der Ausbau der Berliner Straße auf einen eigenen Gleiskörper sowie in der Heinrichstraße am Park der Jugend und auf der Heinrichbrücke. Die Bahnsteiganlagen des Südbahnhofes wurden nach Norden zur Straßenbahnhaltestelle Park der Jugend (heute Südbahnhof) verlegt, sodass eine Verknüpfung zwischen der Linie 3 und der Eisenbahn entstand, wie es am Hauptbahnhof bei der Linie 1 der Fall ist. Entlang der Tinzer Straße wurde ein Rasengleis angelegt, die dortige Wendeschleife zurückgebaut und an der Dualen Hochschule eine neue Umsteigestelle zwischen Stadtbus, Regionalbus und Straßenbahn errichtet. Pläne aus der Nachwendezeit, die Tinzer Wendeschleife für Havariefälle beidseitig befahrbar zu machen, waren somit hinfällig.

#### Stadtbahnprogramm Stufe II
Im Juli 2007 beschloss der Stadtrat die vom Verkehrsbetrieb erarbeitete Fortführung des Stadtbahnprogramms. Ursprünglich für 2009 geplant, aber aufgrund von Schwierigkeiten bei der Bereitstellung von Fördermitteln erst ein Jahr später, wurde die zweite Stufe gestartet. Bis 2015 sollen 50 Mio. Euro investiert werden, davon 32 Mio. Euro Fördermittel.
Im Juli 2012 wurde das Förderverfahren vorerst ausgesetzt. Zwar hat der Bund seinen Anteil von 30 Mio. Euro in den Haushalt eingestellt und auch das Land grünes Licht gegeben, die für Mai 2012 erhoffte Freigabe nach abschließender Prüfung durch das Thüringer Verkehrsministerium war jedoch noch nicht erfolgt. Zur Aussetzung kam es auf Drängen der neuen Geraer Oberbürgermeisterin. Der Verkehrsbetrieb wurde gebeten, die Berechnungen für das nun fünf Jahre alte Programm neu anzustellen und mögliche Alternativen zu erarbeiten. Dabei standen der Neubau der Linie 4, der Erhalt der Trasse zwischen den Haltestellen Duale Hochschule und Bieblach-Ost sowie der Umfang des Ausbaus der Wiesestraße zur Disposition. Im August 2012 fand eine durch die Oberbürgermeisterin in Auftrag gegebene erneute Wirtschaftlichkeitsprüfung statt, die die Zahlen des Verkehrsbetriebs und die Wirtschaftlichkeit bestätigte. Der Baustart der drei Projekte sollte im Januar 2013 erfolgen. Bis auf den abgeschlossenen Ausbau der Strecke zwischen den Haltestellen Duale Hochschule und Bieblach-Ost ist aktuell (Stand Oktober 2018) jedoch offen, ob nach durchgeführten vorbereitenden Maßnahmen die Projekte tatsächlich in Angriff genommen werden.
Ausbau der Linie 3
Ab dem Jahr 2010 wurde die Trasse im Bereich Hinter der Mauer auf Rasengleis umgebaut, wobei weiterhin eine Umgestaltung der Haltestellenbereiche stattfand.
Die Sanierung der Strecke von der Dualen Hochschule bis Bieblach-Ost mit Ausbau auf Stadtbahnniveau wurde im Jahr 2013 durchgeführt.
Im August 2019 wurde der erste Abschnitt des dreiphasigen Umbaus der Wiesestraße begonnen, durch den die Verkehrsverhältnisse neu geordnet werden. Dieser betrifft den nördlichen Teil der Straße, wobei Parkplatzsituationen angepasst und eine Kreuzung komplett umgebaut werden. Im südlichen Abschnitt wird die Straßenbahn später auf einem eigenen Rasengleis verkehren. Ursprünglich sollte der komplette Umbau von 2013 bis 2015 geschehen. Bereits 2013 wurden hier Baumfällarbeiten und ab Oktober 2018 begleitende Kabelarbeiten durchgeführt.
Weiterhin sollte die Trasse zwischen Gleisdreieck Lusan und Brüte einschließlich der dortigen Wendeschleife aus- und umgebaut werden. Der Baustart hierfür war ebenfalls für 2012 geplant. Aufgrund von Finanzierungsproblemen ist dieses Projekt vorerst zurückgestellt.
Neubau der Linie 4
Der demographischen Entwicklung im Norden Geras Rechnung tragend, ist eine rund drei Kilometer lange Stadtbahn-Neubaustrecke nach Langenberg geplant, in deren Verlauf vier neue Haltestellen gebaut würden. Von Lusan kommend sollen die Bahnen im Norden der Stadt dann alternierend als Linie 3 nach Bieblach-Ost und als Linie 4 nach Langenberg verkehren, wobei nach anfänglichen Planungen auf beiden Außenästen ein Zehn-Minuten-Takt vorgesehen war.
Hinter der Haltestelle Duale Hochschule soll ein Gleisdreieck entstehen. Die hier beginnende Neubaustrecke überquert die Kreuzung der Tinzer und Thüringer Straße und verläuft dann am westlichen Straßenrand der Tinzer Straße entlang auf eigenem Gleiskörper in Richtung Langenberg. Hinter dem Kreiswehrersatzamt soll die Siemensstraße (Bundesstraße 7) überquert und die gleichnamige Haltestelle am nordöstlichen Rand des Parkplatzes von Möbel Rieger erreicht werden. Die Strecke soll auf eigenem Gleiskörper westlich der Erschließungsstraße durch das Gewerbegebiet verlaufen und die Autobahn unterqueren. Nach Kreuzen des Einmündungsbereichs der Ferdinand-Porsche-Straße folgt die vorgesehene Trasse in Randlage der B 7 bis zur Gemarkungsgrenze.

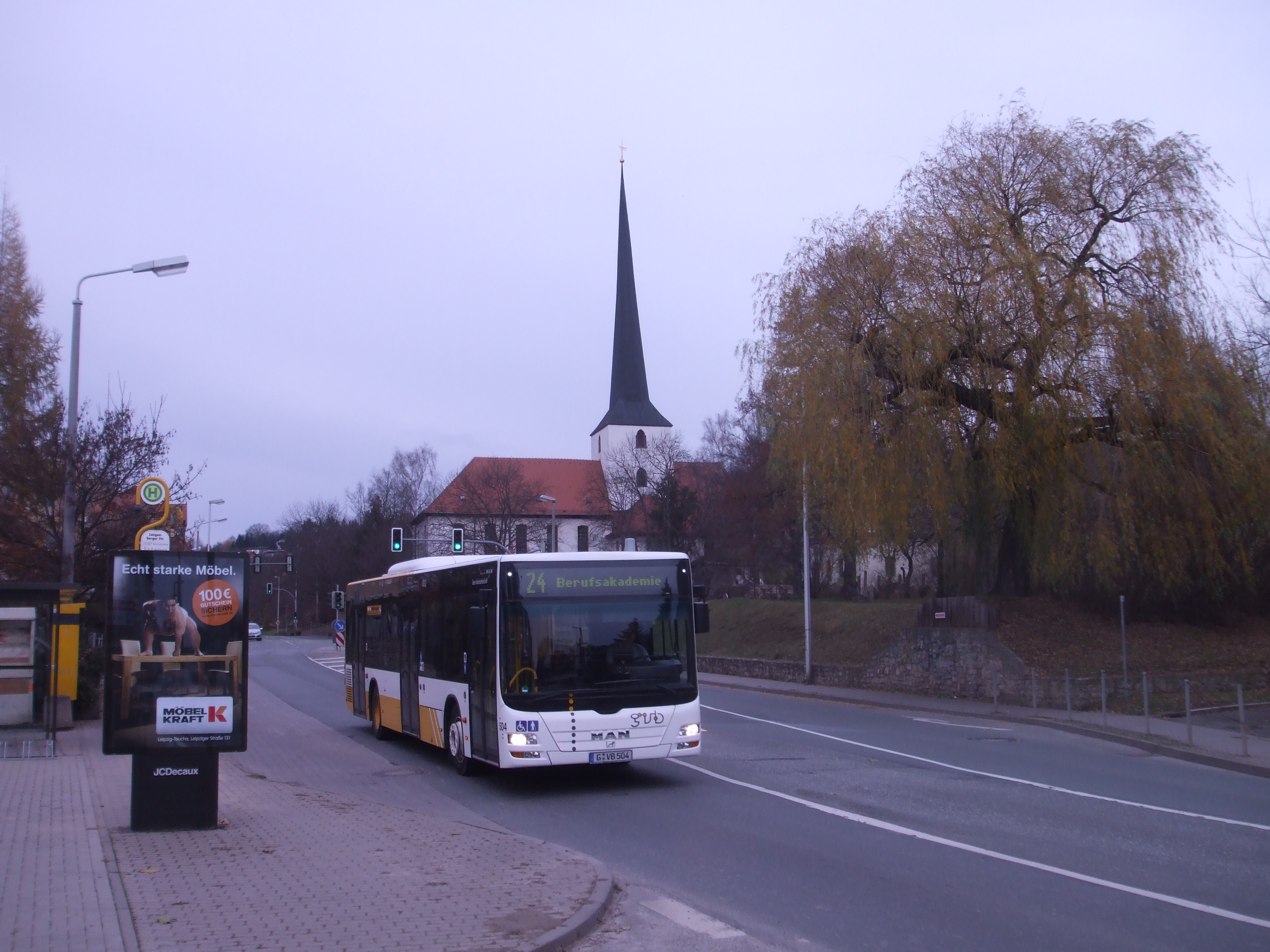
Noch verkehren Busse zwischen Langenberg und Duale Hochschule. Im Bereich der Grünfläche neben der Kirche soll die Wendeschleife der Linie 4 entstehen.

In Langenberg soll die Einmündung in die Max-Bögl-Straße gequert und die gleichnamige Haltestelle erreicht werden, in deren Einzugsbereich ein Park-and-Ride-Platz in unmittelbarer Nähe zur Autobahn entstehen soll. Von der Bundesstraße nach Nordwesten abzweigend, verläuft die geplante Strecke westlich der Schrebergärten durch einen Grünzug. Die Wohnstraße Zu den Wiesen soll westlich der beiden großen Reihenhauskomplexe überquert werden, wobei direkt im Übergangsbereich die gleichnamige Haltestelle geplant ist. Unmittelbar dahinter verläuft die Trasse in einem Bogen zwischen den bestehenden Wohnhäusern hindurch nach Osten. Die Langenberger Straße (B 7) würde in Höhe der Abzweigung Zeitzer Straße erreicht und überquert werden.
Die im Uhrzeigersinn befahrene Wendeschleife mit der Endstation Langenberg soll auf der Freifläche südlich der Zeitzer Straße zwischen Kirche und Lebensmittelmarkt entstehen. Vorgesehen sind getrennte Aus- und Einstiegshaltestellen sowie ein Ausweichgleis. Im Innenraum der Gleisschleife soll für die Stadtbuslinien 228 (Großaga) und 229 (Hermsdorf) sowie für die Regionalbuslinien 203 und 204 eine ebenfalls als Wendeplatz ausgeführte Umsteigestation mit mehreren Haltebuchten entstehen. Busse würden die Endhaltestelle gegen den Uhrzeigersinn befahren, sodass zwei Kombibahnsteige mit der Stadtbahn entstehen. Aus- und Einstiegsbereiche von Bus und Bahn würden sich dabei jeweils direkt gegenüber liegen, wodurch ein schnelles Wechseln der Verkehrsmittel ermöglicht würde.
Der ursprüngliche Baustart war für 2011 vorgesehen, die Bauzeit sollte drei Jahre betragen. Im April 2013 wurde mit dem Bau einer provisorischen Wendeschleife und des geplanten Gleisdreiecks an der Dualen Hochschule der Baubeginn für die Linie 4 eingeläutet. Probleme mit der Finanzierung im Zuge der Insolvenz des Geraer Verkehrsbetriebs führten zur anhaltenden Stagnation des Baus.

#### Gera im Verkehrsverbund
Am 12. Dezember 2010 trat der Geraer Verkehrsbetrieb dem Verkehrsverbund Mittelthüringen (VMT) und damit dem VMT-Tarif bei. Für Busse und die Straßenbahn der GVB gilt der City-Tarif der Tarifzone 40 (Gera), ebenso für Regionalzüge der DB Regio, der Erfurter Bahn sowie der Vogtlandbahn. Da die Verkehrsgesellschaften des Landkreises Greiz, der Gera innerhalb der Landesgrenzen vollständig umgibt, dem Verbund nicht beigetreten sind, wurde als Verbindung zum übrigen Verbundgebiet eine Tarifzone 881 im Landkreis Greiz geschaffen, in der der Verbundtarif nur in Regionalzügen der DB Regio sowie der Erfurter Bahn gilt. Zu dieser Zone gehören lediglich die Bahnhöfe Bad Köstritz und Kraftsdorf. Darüber hinaus wird der VMT-Tarif innerhalb der Cityzone Gera in der OVS-Linie 810 zwischen Busbahnhof und Weißig sowie den RVG/PRG-Linien 220 und 29 zwischen Busbahnhof und Röppisch anerkannt.

### Insolvenz und Neuaufstellung
Die Geschäftsführung der GVB stellte am 3. Juli 2014 beim Amtsgericht Gera einen Antrag auf Eröffnung des Insolvenzverfahrens. Die Gründe waren ausbleibende Gelder seitens des Mutterunternehmens Stadtwerke Gera AG. Bei der Gründung der Unternehmen war beabsichtigt, die Gewinne der Stadtwerke aus dem Energieverkauf im Rahmen des Verlustausgleiches in den ohnehin defizitären Nahverkehr zu stecken und so die öffentlichen Haushalte zu schonen. Bedingt durch die Liberalisierung am Energiemarkt brachen jedoch die Gewinne der Stadtwerke Gera ein, wodurch ein Verlustausgleich nicht mehr möglich war. Der Haushalt der Stadt Gera befand sich ebenfalls in einer angespannten Lage, sodass auch ein Verlustausgleich der Stadt Gera nicht möglich war. Eine kurzfristige finanzielle Entlastung durch den Verkauf von städtischen Wohnungen war zudem vom Stadtrat nicht gebilligt worden. Bis dahin hatten es die Stadtwerke Gera AG, die Stadtverwaltung Gera und der GVB noch geschafft, die Löhne der Mitarbeiter selbst aufzubringen. Das Landesverwaltungsamt in Weimar stimmte dann jedoch einer erneuten Kreditaufnahme durch die Stadt Gera zur Verhinderung der Insolvenz von Stadtwerken und GVB nicht mehr zu.
Das Insolvenzverfahren wurde beim Amtsgericht Gera unter dem Aktenzeichen 8 IN 359/14 geführt, zum vorläufigen Insolvenzverwalter wurde Dr. jur. Michael Jaffé aus München bestellt. Entgegen vielen Insolvenzen bestand jedoch kein Verfügungsverbot, es wurde lediglich die Pflicht auferlegt, dass Verfügungen des Schuldners nur mit Zustimmung durch den Insolvenzverwalter wirksam werden.
Zunächst einigte man sich darauf, keine Taktausdünnungen vorzunehmen und die im Fahrplan veröffentlichte Taktung fortzuführen. Zum Fahrplanwechsel am 1. September wurden dann zunächst durch die GVB realisierbare Vorgaben aus dem im Februar beschlossenen Nahverkehrsplan umgesetzt. Am 6. Oktober trat dann ein ausgedünnter Fahrplan in Kraft, zu dem sich der zuständige städtische Fachdienst sowie der vorläufigen Insolvenzverwalter abgestimmt hatten. Am 1. Oktober wurde das Insolvenzverfahren eröffnet und 31 Beschäftigten gekündigt.
Zum 1. Oktober 2016 nahm eine neu gegründete städtische Betreibergesellschaft für den öffentlichen Nahverkehr den Betrieb auf. Diese übernahm dazu das betriebsnotwendige Anlagevermögen (Busse, Straßenbahnwagen und technische Anlagen) sowie die Beschäftigten der insolventen GVB.

## Liniennetz

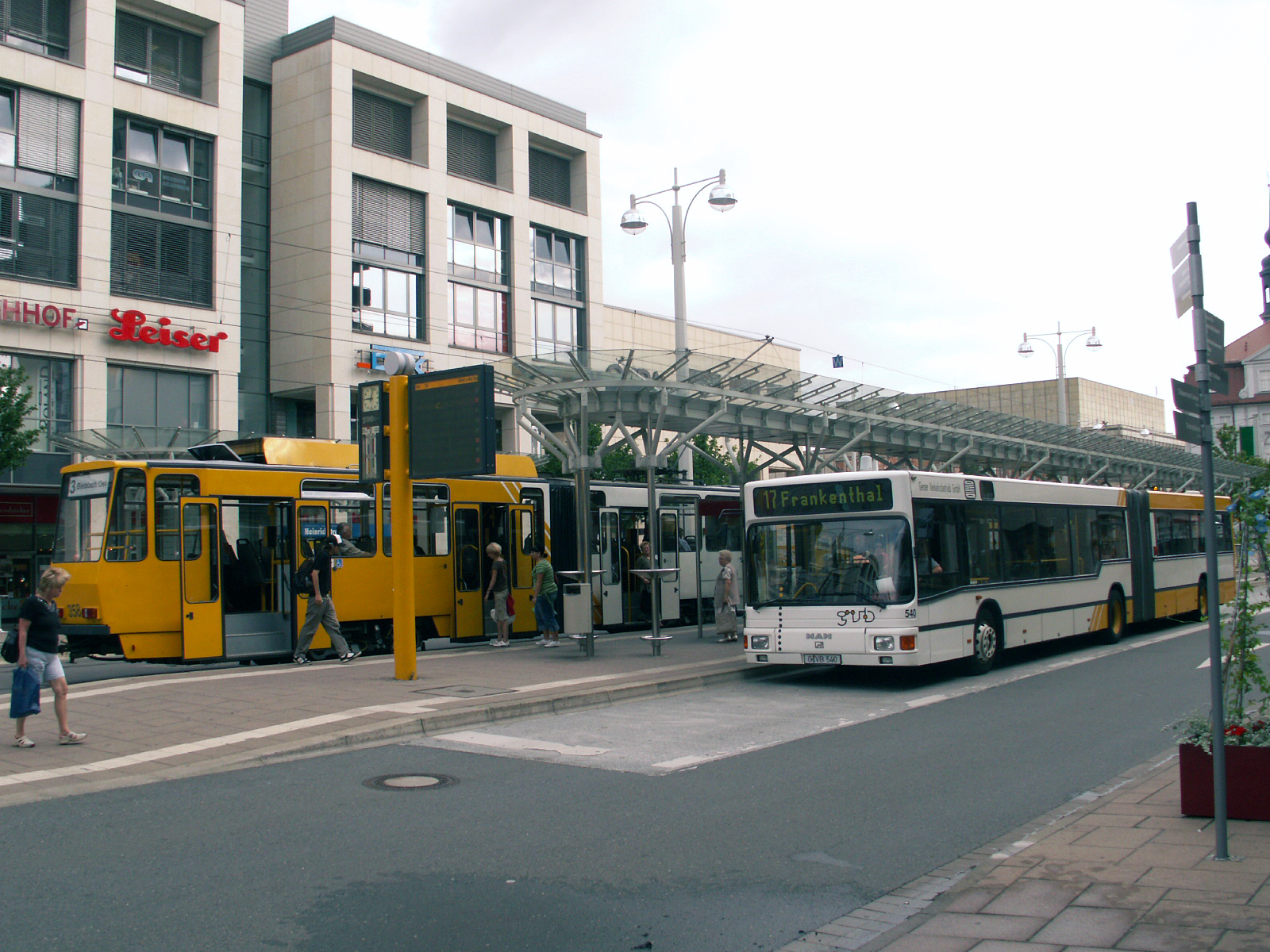
Umsteigehaltestelle Heinrichstraße

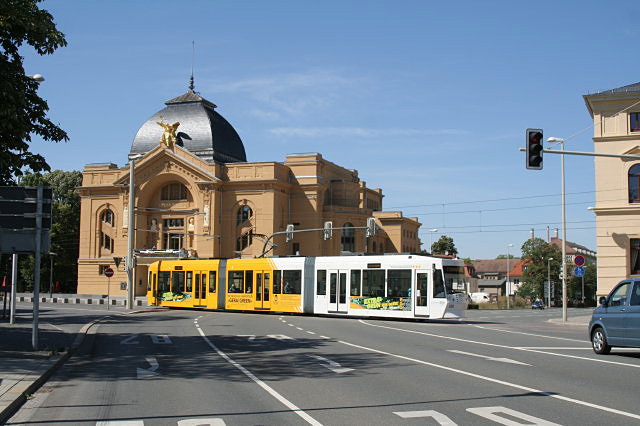
Straßenbahnlinie 1 vor dem Theater

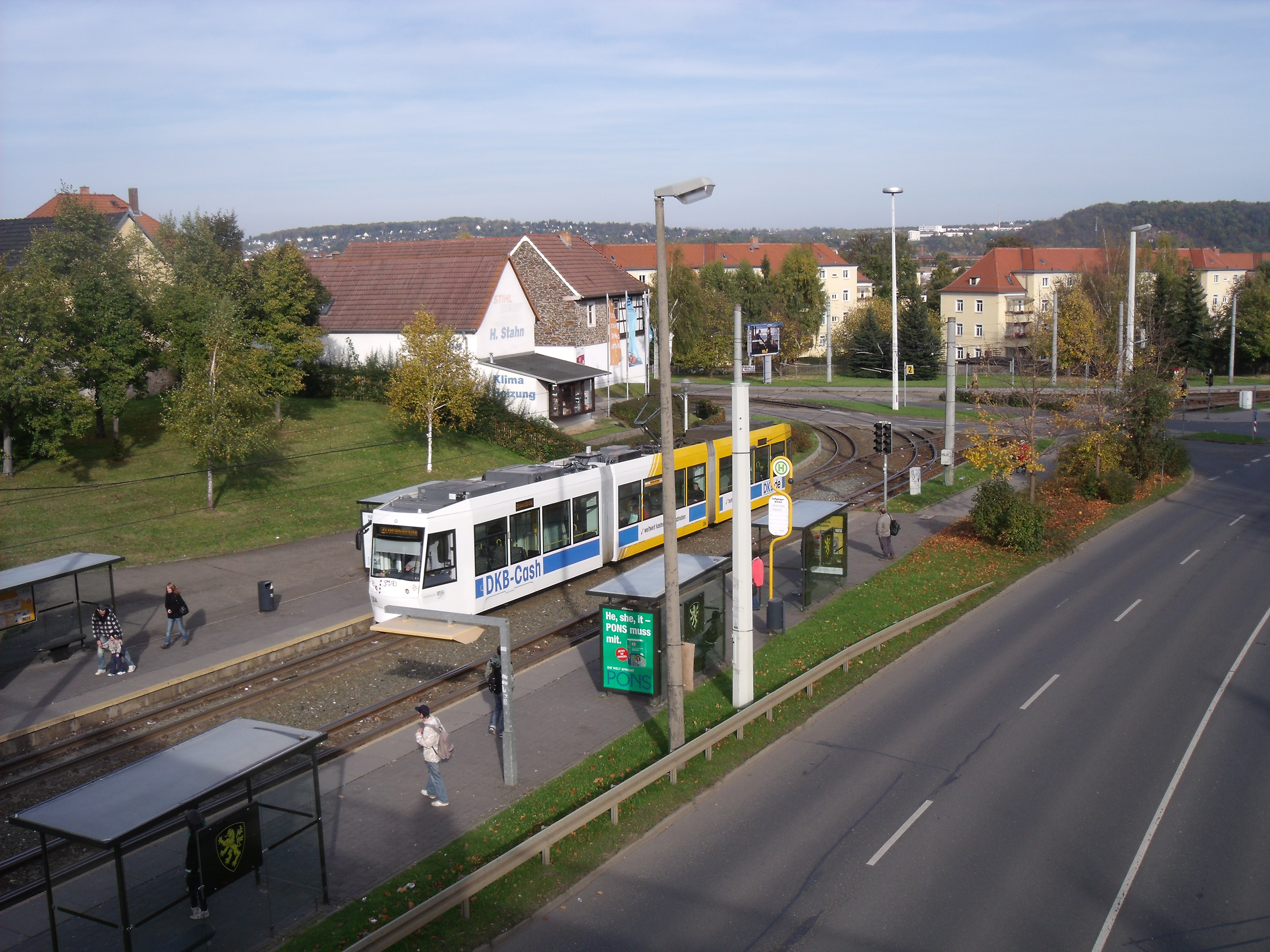
Linie 2 in Lusan (Haltestelle Fußgängerbrücke)

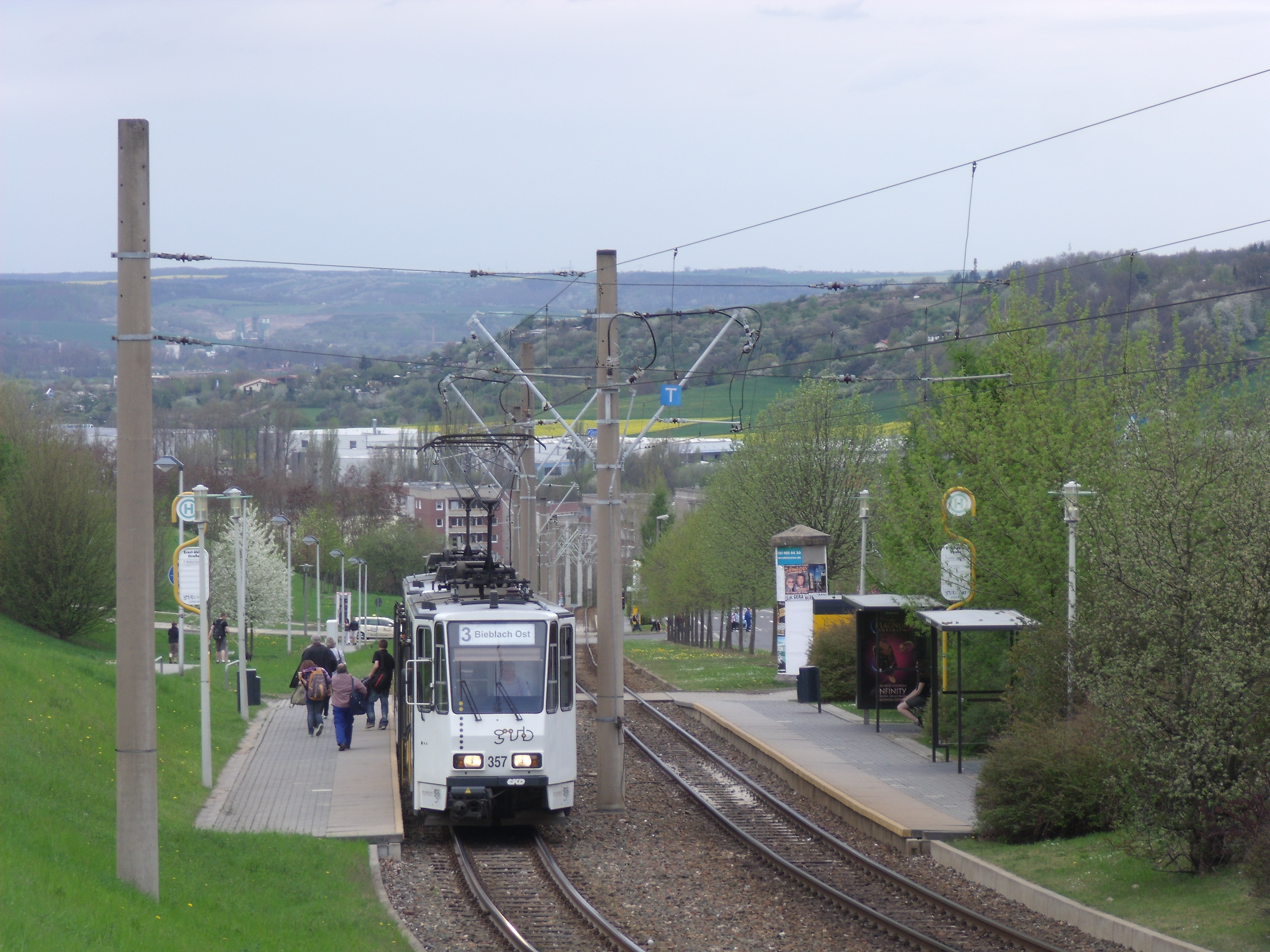
Linie 3 in Bieblach-Ost (Haltestelle Ernst-Abbe-Straße)

### Heutige Linien

Liniennetz

Folgende drei Linien der Geraer Straßenbahn werden gegenwärtig betrieben:
| Linie | Strecke | Länge (km) | Fahrzeit (min) | Stationen |
| ----- | --- | ---------- | -------------- | --------- |
| 1     | Untermhaus – Friedrich-Naumann-Platz – Hauptbahnhof/Theater – Heinrichstraße – Lasurstraße – Zwötzen                                          | 6,1        | 20             | 13        |
| 2     | Lusan/Zeulsdorf – Lusan/Laune – Fußgängerbrücke – Betriebshof GVB – Bahnhof Zwötzen                                                           | 3,5        | 10             | 9         |
| 3     | Lusan/Zeulsdorf – Lusan/Laune – Fußgängerbrücke – An der Spielwiese – Heinrichstraße – Straße des Bergmanns – Duale Hochschule – Bieblach-Ost | 11,6       | 35             | 25        |

Mit dem Fahrplanwechsel am 21. Februar 2022 verkehren die Linien wie folgt:
- Linie 1: Mo–sa alle 15 Minuten in der Hauptverkehrszeit, sonntags sowie in der Nebenverkehrszeit alle 30 Minuten
- Linie 2: Mo–fr tagsüber alle 30 Minuten, am Wochenende als Bus-Linie 15 von Lusan/Laune zum Bahnhof Zwötzen (samstags ebenfalls alle 30 Minuten, sonntags im 2-Stunden-Takt)
- Linie 3: Mo–fr tagsüber alle 7½ Minuten (in den Hauptverkehrszeiten an Schultagen alle 5 Minuten), mo–fr in Tagesrandlage sowie am Wochenende alle 15 Minuten, in der Nebenverkehrszeit alle 30 Minuten, nachts alle 70 Minuten

Im August 2017 gab es den ersten Fahrplanwechsel des neu gegründeten kommunalen Verkehrsunternehmens, bei dem der Notfahrplan, der mit der Insolvenz von 2014 eingeführt wurde, abgelöst wurde.
Unter der Woche fahren die Linien 1 und 3 ab Betriebsbeginn in einem 15-Minuten-Takt und treffen sich an der zentralen Umsteigestelle Heinrichstraße mit sämtlichen innerstädtischen Nahverkehrslinien. Die Linie 3 wird in der Hauptverkehrszeit zwischen 6:00 und 17:30 Uhr auf einen 7½-Minuten-Takt verdoppelt, an Schultagen zudem in den Hauptverkehrszeiten zwischen 7 und 8:15 Uhr sowie zwischen 14 und 16:15 Uhr auf einen 5-Minuten-Takt verdichtet, dafür die Wendeschleifen in Lusan/Zeulsdorf und Lusan/Brüte nur noch alternierend angefahren. Nebenverkehrszeit gilt unter der Woche nach 20:45 Uhr, samstags nach 19:15 Uhr und sonntags nach 18:45 Uhr. Samstags verkehrt die Linie 3 ab 7:30 Uhr sowie sonntags ab 12 Uhr bis zum Anbruch der Nebenverkehrszeit im 15-Minuten-Takt.
Zu Großveranstaltungen im Hofwiesenpark wie dem Hofwiesenparkfest verkehrt abends eine Verstärkerlinie 5 ebenfalls ab Lusan/Brüte über die Heinrichstraße nach Untermhaus, die um 15 Minuten versetzt zu den Linien 1 und 3 verkehrt und den Takt zu dieser Zeit zwischen Lusan, dem einwohnerreichsten Stadtteil Geras, und Untermhaus auf 15 Minuten verdichtet. Außerdem wurde die Linie 5 seit dem Fahrplanwechsel im Juni 2012 zum Teil auch an verkaufsoffenen Sonntagen von 13 bis 18 Uhr eingesetzt, um einen 7½-Minuten-Takt zwischen Lusan und der Innenstadt sowie Untermhaus zu ermöglichen.

### Geschichte der Streckenbezeichnungen
Während der Wendezeit kam es teilweise zu verwirrenden Streckenbezeichnungen. Da viele Publikationen über Gera jahrelang nach 1991/92 nicht aktualisiert wurden, gab es bis Ende der 1990er Jahre teilweise unzutreffende Linienbezeichnungen in Reiseführern. Die GVB-eigenen Dokumente waren davon größtenteils nicht betroffen.
Ursprünglich bestand das Liniennetz aus:
- Linie 1 von Tinz über Lusan/Brüte nach Lusan/Zeulsdorf
- Linie 1E von Tinz nach Lusan/Brüte
- Linie 2 von Tinz über Gleisdreieck Lusan (Fußgängerbrücke) nach Zwötzen
- Linie 3 von Bieblach-Ost über Tinz und Lusan/Brüte nach Lusan/Zeulsdorf

Heute fahren auf der Hauptrelation nur noch die Wagen der Linie 3, regulär im 7½- und verstärkt im 5-Minuten-Takt. Als Line 3E gab es anfangs noch eine kürzere Variante ab Tinz bis Lusan/Zeulsdorf, die für Verstärkerfahrten eingesetzt wurde. Zuletzt gab es dann nur noch eine (beiderseits eingekürzte) Verstärkerfahrt am Tag zwischen Tinz und Lusan/Brüte, die nur an Schultagen verkehrte und regulär als Linie 3 in den Fahrplan aufgenommen wurde. Im Februar 2008 begann der Rückbau der Wendeschleife Tinz, so dass es seitdem nur noch die Linie 3 auf dieser Relation gibt. Mit Fahrplanänderungen im Jahr 2013 entfiel dann der letzte Verstärkerkurs ganz.
Die Linienführung der Linie 2 wurde in den 1990er Jahren mehrfach geändert. Ursprünglich fuhr Linie 2 von Tinz über Gleisdreieck Lusan identisch zur Linie 3, danach auf einer eigenen Strecke nach Zwötzen. Sie wurde danach auf die Strecke Heinrichstraße – Gleisdreieck Lusan – Zwötzen gekürzt. Nachdem die Strecke zum Fahrplanwechsel vom 2. Juni 1996 komplett geändert wurde und als Linie 2 zwischen Lusan/Brüte und Zwötzen verkehrte, wurde die Strecke 2004 mit dem Bau der neuen Endhaltestelle Bahnhof Zwötzen erneut gekürzt. Mit dem Fahrplanwechsel am 10. Juni 2012 wurde mit der Umstellung von 20- auf 30-Minuten-Takt die Linie bis Lusan/Zeulsdorf verlängert.

### Weitere Ausbaupläne
Konkrete Ausbaupläne nach Abschluss des aktuellen Stadtbahnprogramms gibt es derzeit nicht. Jedoch beschreibt der Flächennutzungsplan Gera 2020 sowie der Gemeinsame Nahverkehrsplan 2022–2026 der Stadt Gera und des Landkreises Greiz vier langfristige Entwicklungsziele für das Stadt- bzw. Straßenbahnnetz:

#### Lückenschluss zwischen Untermhaus und Duale Hochschule
Der Lückenschluss im Straßenbahnnetz zwischen der Endhaltestelle „Untermhaus“ der Linie 1 und der Verknüpfungshaltestelle „Duale Hochschule“ der Linie 3 soll perspektivisch eine schnelle Verbindung zwischen dem Norden von Gera und dem Hauptbahnhof ermöglichen. Gleichzeitig soll die Linie 1 durch zusätzliche Verkehrsfunktionen aufgewertet werden. Die Linien kommend von Bieblach-Ost sowie (zukünftig) Langenberg würden in Richtung zentrale Umsteigestelle in der Heinrichstraße alternierend die Strecken über Untermhaus (Linie 1) sowie Berliner Straße nutzen (Linie 3). Des Weiteren besteht so die Möglichkeit, bei Havariefällen in der Berliner Straße die zentrale Umsteigestelle in der Heinrichstraße über Untermhaus anzufahren. Die konkrete Streckenführung bleibt zu prüfen und ist im Flächennutzungsplan noch nicht berücksichtigt.

#### Lückenschluss zwischen Bahnhof Zwötzen und Wendeschleife Zwötzen
Der Lückenschluss im Straßenbahnnetz zwischen der Endhaltestelle „Bahnhof Zwötzen“ der Linie 2 und der Endhaltestelle „Zwötzen“ der Linie 1 soll eine stärkere Ausrichtung der Taktfrequenz an den Fahrgastpotenzialen in den südlichen Stadtteilen ermöglichen. Gleichzeitig kann die Angebotsdichte auf der Linie 3 auf den Teilstrecken Lusan und Wiesestraße der Nachfrage angepasst werden. Die Linie 3 kommend von Lusan / Zeulsdorf würde in Richtung zentrale Umsteigestelle in der Heinrichstraße alternierend die Strecken über Zwötzen (Linie 1) sowie Wiesestraße nutzen (Linie 3). Des Weiteren bliebe so das Betriebsgelände in der Zoitzbergstraße auch bei Havariefällen in der Wiesestraße aus dem ganzen Netz erreichbar. Eine Besonderheit stellt die Kreuzung der zukünftigen Linie 2 mit der Bahnstrecke Leipzig–Probstzella im Bereich des Bahnhofes Zwötzen dar. Das novellierte Eisenbahnkreuzungsgesetz verbessert die Möglichkeiten zur Finanzierung einer Unter- oder Überführung der Gleise der DB AG. Die konkrete Streckenführung bleibt zu prüfen und ist im Flächennutzungsplan noch nicht berücksichtigt. Angestrebt ist ein Lückenschluss zwischen dem Bahnhof Zwötzen über die Lange Straße mit der Linie 1 über ein Gleisdreieck in Höhe des Ärztehauses in Zwötzen.

#### Neubau einer Straßenbahnlinie in Ost-West-Richtung
Auf der Ost-West-Achse zwischen Klinikum und Leumnitz/Reuß-Park verkehren heute Buslinien im 15-Minuten-Takt. Der aktuelle Nahverkehrsplan sieht hier perspektivisch eine Straßenbahnlinie vor, für deren Streckenführung verschiedene Varianten formuliert werden:
- Errichtung einer Ost-West-Achse vom Klinikum über die Heinrichstraße nach Leumnitz: Für den Westast Klinikum bis Spielweise liegt im Flächennutzungsplan keine Trassenführung vor. Für den etwa 4,2 Kilometer langen Ostast liegt eine Trassenfreihaltung im Flächennutzungsplan vor. Dieser soll am Zschochernplatz von der Linie 3 nach Osten abzweigen, die Altenburger Straße hinauf zur Straße des Bergmanns führen, dann nach Süden durch Leumnitz schwenkend weiter in Richtung Flugplatz, in Höhe des selbigen die Bundesstraße hinüber ins Gewerbegebiet führen und dann in einer P+R-Anlage östlich vom Einkaufsmarkt Globus enden. Die Realisierung dieses Vorhabens ist an eine entsprechende gewerbliche und industrielle Entwicklung des Gebietes Gewerbegebiet „Trebnitz I, II, III“, „Zoche“ und „Leumnitz Süd“ geknüpft.

- Ebenfalls denkbar ist in Verbindung mit der Verknüpfung der Linie 1 über den Lückenschluss zur Linie 3 eine Trassenführung über die Straße des Bergmanns weiter in Richtung Flugplatz, was eine betriebliche Einbindung der Linie 1, 3 oder zukünftigen Linie 4 in verschiedenen Varianten ermöglicht. Aufgrund der geplanten Anpassungen im Busliniennetz im Bereich Untermhaus / Bieblach / Tinz und der Notwendigkeit eines neu zu errichtenden Verknüpfungs- / Mobilitätspunktes an der Haltestelle Straße des Bergmanns und der zukünftigen Neugestaltung des Straßenquerschnitts der Straße des Bergmanns aufgrund der abnehmenden PKW-Verkehrsdichte stellte diese Variante eine ernstzunehmende Alternative zur zuvor erwähnten Linienführung über den Zschochernplatz / die Altenburger Straße dar.

#### Verlängerung der Linie 3 bis Dornaer Straße
Die Ende der 1980er Jahre errichtete Wendeschleife „Bieblach-Ost“ wurde damals bereits für eine Verlängerung vorgesehen. Das dafür nie benutzte Gleis wurde im Rahmen des zweiten Stadtbahnprogramms zwar entfernt, eine Verlängerung ist im aktuellen Nahverkehrsplan als langfristige Zielsetzung jedoch enthalten. Die Linie 3 würde dabei ab der Endhaltestelle „Bieblach-Ost“ entlang der Gottlieb-Daimler-Straße bis zum Kreisverkehr Dornaer Straße (Länge etwa 1,1 Kilometer, 2 Haltestellen) verlängert werden. Die weitere Realisierung dieses Vorhabens ist an eine entsprechende Entwicklung der Sonderbauflächen in Höhe des Kreisverkehres Dornaer Straße geknüpft.

## Gütertransport
Zwischen 1892 und 1963 sowie zwischen 1982 und 1985 wurde auf dem Netz der Geraer Straßenbahn Güterverkehr durchgeführt.
Bereits kurz nach der Eröffnung des Straßenbahnbetriebes wurde im August 1892 der Güterbahnhof des Preußischen Bahnhofs (heute Hauptbahnhof) über ein Gütergleis angeschlossen. Die Waggons wurden auf Rollböcke gestemmt und dann mit Elektrolokomotiven über das Straßenbahnnetz zu den Fabriken in Gleisnähe gefahren. Anfangs wurden hier auch die Waggons der Sächsischen Eisenbahn umgeschlagen. Als dies durch die zuständige Preußische Eisenbahn nicht mehr gewünscht war, wurde um 1896 auch der Güterbahnhof des Sächsischen Bahnhofs (heute Südbahnhof) angeschlossen.
Als um 1900/1901 im Süden der Stadt bei Pforten der Bahnhof der schmalspurigen Gera-Meuselwitz-Wuitzer Eisenbahn errichtet wurde, wurden die Gleise vom in der Nähe liegenden Depot Lindenthal (beim heutigen Wintergarten) zum neuen Pfortener Bahnhof verlängert, wo von nun an Kohle, die in der Region um Meuselwitz abgebaut wurde, übergeben und dann im Stadtgebiet mit Elektrolokomotiven an die Fabriken verteilt wurde.
Bereits 1931 war der Anschluss am Preußischen Güterbahnhof nicht mehr erforderlich, wurde stillgelegt und teilweise abgebaut. Bis in die 1950er Jahre wurden kontinuierlich weitere Fabriken ans Straßenbahnnetz angeschlossen. Da der intensive Straßenbahnverkehr dem Kfz-Verkehr immer mehr zum Hindernis wurde und 1963 die letzte verbliebene Lok defekt abgestellt werden musste, beschloss man, den Güterverkehr einzustellen. Ein Übriges tat dann ein schweres Unwetter, das 1969 die Gleisanlagen im Pfortener Bahnhof völlig zerstörte. Der Bahnhof wurde nicht wieder aufgebaut. Der verbliebene Anschluss am Güterbahnhof Süd diente fortan nur noch dem Verladen von Straßenbahnwagen auf Güterzüge.
Die Kürzung der Erdölimporte aus der Sowjetunion bewogen Anfang der 1980er Jahre die WEMA-Werke auf Anordnung der DDR-Regierung, den Transport zwischen zwei Teilwerken im Stadtgebiet mit der Straßenbahn zu organisieren. Zu diesem Zweck wurde im Bereich der Heinrichsbrücke ein spezielles Betriebsgleis verlegt. Ein anderes Betriebsgleis existierte nahe dem Bahnhof Zwötzen in der Nähe des heutigen Betriebshofes. Der Güterverkehr konnte nur in der Nebenzeiten nach 21 Uhr stattfinden, was aber mit den Produktionsabläufen im Werk nicht vereinbar war. So fand der Verkehr nur unregelmäßig statt und wurde 1985 ganz eingestellt.

## Fahrzeuge

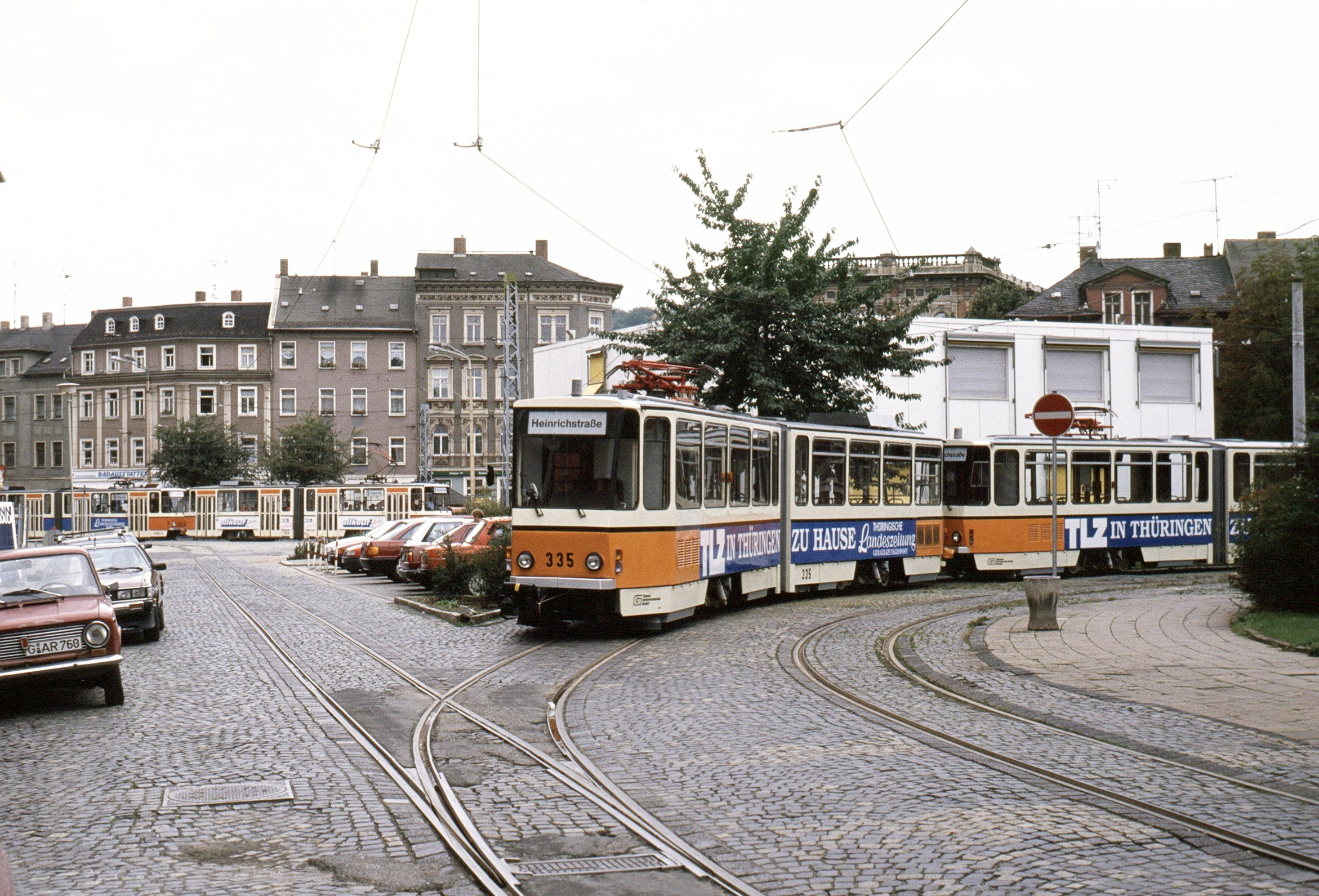
KT4D-Doppeltraktion, 1993

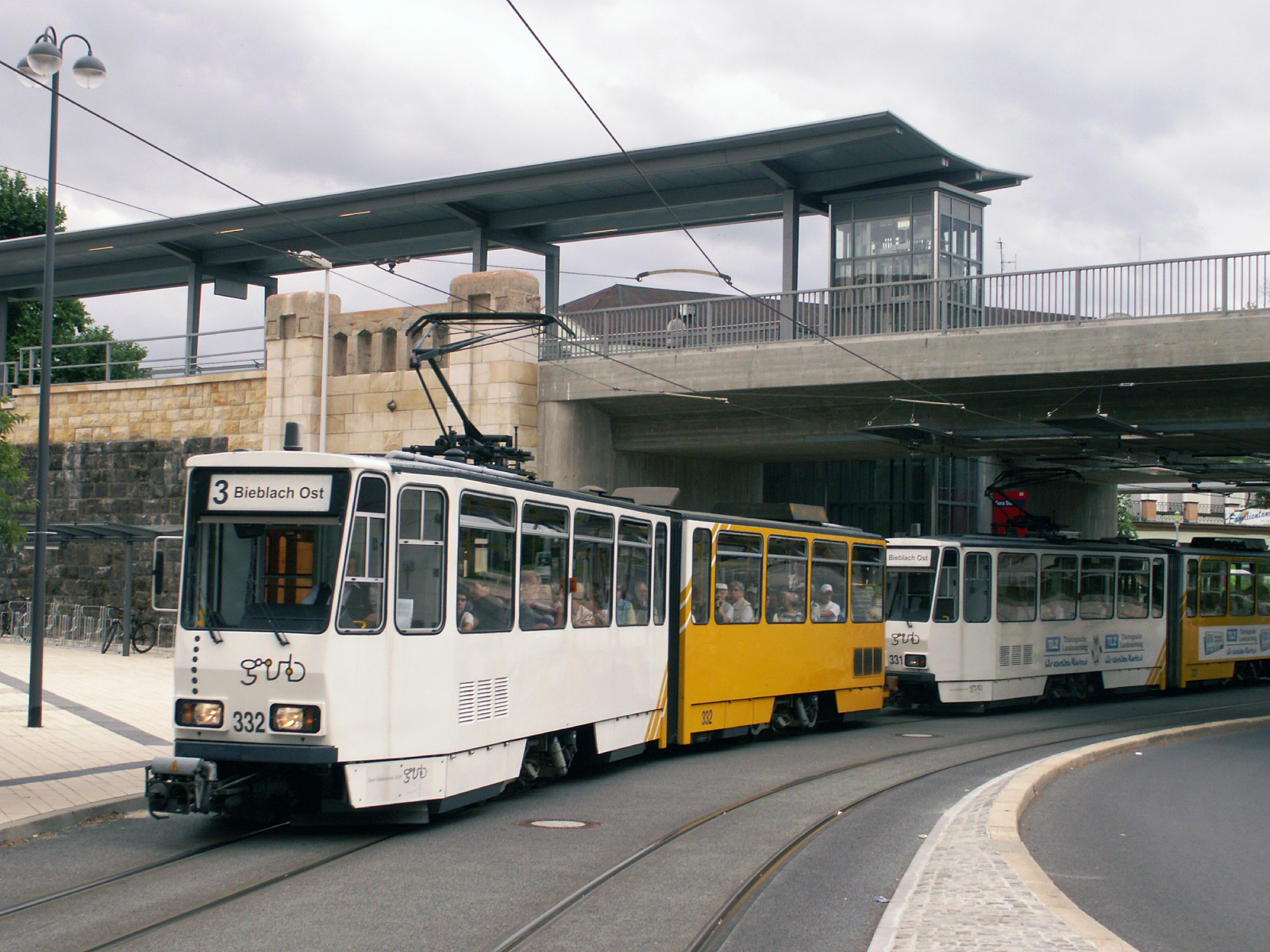
Tatra-Wagen KT4DMC auf der Linie 3 am Südbahnhof

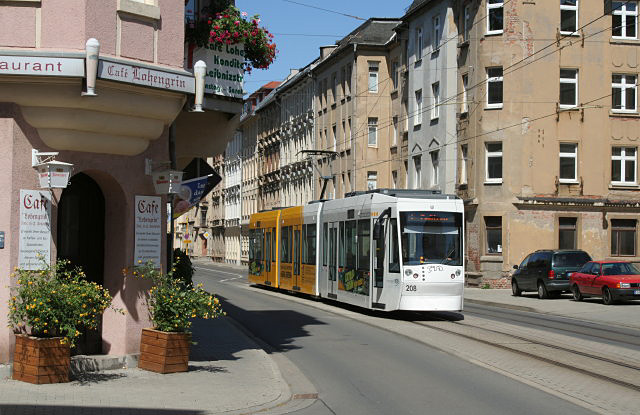
NGT8G in der Leibnizstraße

### Fahrzeuge im Liniendienst

#### KT4DMC
Zwischen 1979 und 1990 wurden Tatra-Gelenktriebwagen des Typs KT4D beschafft, die bis 1990 alle alten Triebwagen der Typen Lowa und Gotha ablösten. Einige dieser Wagen stammten noch aus den 1950er Jahren. Zudem kam es in der zweiten Hälfte der 1990er Jahre zu zahlreichen Neuerungen. Zwischen 1990 und 1998 wurden für den Linienbetrieb ausschließlich modernisierte KT4DM-Wagen eingesetzt, von denen die GVB insgesamt 64 Exemplare der Baujahre 1978 bis 1990 besaß. 2009 besaß die GVB 28 modernisierte KT4DM, 24 davon sind mit einer Chopper-Steuerung ausgestattet. Weitere 6 KT4DM wurden zu KTNF8 umgebaut, ein KT4D wurde als historischer Wagen in seinen Originalzustand zurückversetzt. Die übrigen wurden größtenteils nach Tallinn und Lemberg verkauft, einige Fahrzeuge wurden auch nach Unfällen verschrottet. KT4DMC mit 4 × 40 kW werden in Gera gewöhnlich in Traktion von zwei Wagen eingesetzt. Die KT4DMC sind im Fahrzeugpark unter den Nummern 3xx eingegliedert. Seit April 2009 verfügen alle KT4DMC/KTNF8 über Fahrscheinautomaten. Zuvor mussten die Fahrscheine immer an stationären Automaten oder bei Verkaufsstellen erworben werden.

#### KTNF8
In den Jahren 1999, 2001 und 2003 wurden sechs Wagen mit Betriebsnummer 348 bis 353 zu KTNF8 umgebaut. Diese Fahrzeuge sind nun durch ein eingefügtes Mittelteil in Niederflurbauweise länger, haben stärkere Motoren (4 × 54 kW) und eine Rollstuhlrampe sowie zahlreiche technische Veränderungen. KTNF8 werden in Gera in Doppeltraktion mit KT4DMC eingesetzt.

#### NGT8G
2006 wurden parallel zur Eröffnung der Stadtbahnlinie 1 sechs neue NGT8G (Niederflur-Gelenktriebwagen achtachsig Gera) von Alstom in Dienst gestellt, wobei nach einer Optimierung des Fahrplanes auf der Linie 1 statt anfangs sechs nur fünf Wagen benötigt werden, der sechste Wagen verkehrt seitdem meistens auf der Linie 2, auf der nur ein Wagen benötigt wird. Weitere sechs Wagen folgten in einer zweiten Lieferung von Dezember 2007 bis April 2008. Diese Wagen verkehren in Gera bislang einzeln. Mit Eintreffen des ersten Wagens der zweiten Lieferung wurde beschlossen, den Wagen Namen von Persönlichkeiten der Stadt zu geben. So erhielt der erste Wagen im Dezember 2007 den Namen „Otto Dix“. Die Wagen 201–203 wurden beim Tag der offenen Tür am 10. Juli 2010 nachträglich „getauft“. Die neuen Wagen sollen alte, nicht modernisierte KT4D auf der Linie 3 ablösen und den Niederfluranteil auf der Linie erhöhen. Allerdings können sie die KT4DMC-Traktionen bislang nicht vollwertig ersetzen, da das geringere Platzangebot in den neuen Gelenkwagen zu den Spitzenzeiten oft an seine Grenzen stößt. Die NGT8G sind im Fahrzeugpark unter den Nummern 2xx eingegliedert.
Die Fahrzeuge sind wie folgt getauft:
- 201 Berta Schäfer
- 202 Werner Simsohn
- 203 Auguste Zabel
- 206 Eduard Amthor
- 207 Otto Dix
- 208 Heinrich Posthumus
- 209 Otto Lummer
- 210 Clemens Weisker
- 211 Aenne Biermann
- 212 Thilo Schoder

#### LHB SB9
Im Jahr 2024 wurden sieben Einrichtungsbeiwagen des Typs LHB SB9 von der Straßenbahn Darmstadt für einen symbolischen Euro gebraucht zunächst auf „Vorrat“ gekauft.
Ein Beiwagen soll noch im Jahr 2025 modernisiert werden und die für die Geraer Straßenbahn typische Inneneinrichtung und Außenlackierung erhalten. Er soll in Verbindung als Beiwagen zu einem NGT8G auf der Linie 1 verkehren, um so ausreichend Personenkapazitäten für die auslastungsstarken Verkehrszeiten zu gewährleisten. Hierfür muss u. a. auch die Software der vorhandenen NGT8G angepasst werden, da diese bisher ohne Beiwagen in Gera verkehren. Die Modernisierung der verbleibenden Beiwagen erfolgt in Abhängigkeit zu den erwarteten Verkehrsauslastungszahlen der nächsten Jahre.
Der Beiwagen (ex. Darmstädter SB9 9434) wurde nach Entnahme der benötigten Ersatzteile / Drehgestelle am 11. Dezember 2024 verschrottet.

#### Stadler Tina
Am 22. November 2023 erteilte die GVB den Zuschlag für die Lieferung von sechs fünfteiligen Niederflurstraßenbahnen des Typs Stadler Tina. Sie sollen einen Teil der nicht barrierefreien KT4DMC ersetzen. Die Fahrzeuge sollen jeweils 43-Meter lang sowie durchgängig barrierefrei sein. Sie werden Platz für 270 Fahrgäste mit 101 Sitzplätzen bieten. Der Auftragswert beträgt knapp 38 Millionen Euro, wovon der Freistaat Thüringen 17,07 Millionen Euro trägt. Die Stadt Gera unterstützt die Bestellung mit 7,2 Millionen Euro.

#### Übersicht
| Hersteller | Typ    | Fahrzeugnummern                                                                          | Baujahre  | Bestand                              | Option | Länge   | Bemerkungen                                   |
| ---------- | ------ | ---------------------------------------------------------------------------------------- | --------- | ------------------------------------ | ------ | ------- | --------------------------------------------- |
| ČKD Tatra  | KT4DC  | 305                                                                                      | 1981      | 1                                    | –      | 19,0 m  |                                               |
| ČKD Tatra  | KT4DMC | 303, 304, 306–316, 355–360, 362, 363                                                     | 1981–1990 | 20 (davon zwei dauerhaft abgestellt) | –      | 19,0 m  |                                               |
| ČKD Tatra  | KTNF8  | 348–353                                                                                  | 1990      | 6                                    | –      | 26,55 m | 1999/2001/2003 mit Niederflurteil ausgerüstet |
| Alstom     | NGT8G  | 201–212                                                                                  | 2006–2008 | 12                                   | –      | 27,5 m  |                                               |
| LHB        | SB9    | (noch nicht vergeben) ex. Darmstadt BW-9426, BW-9431, BW-9443, BW-9444, BW-9449, BW-9452 | 1994/95   | 6                                    | –      | 14,72 m | noch nicht im Einsatz                         |
| Stadler    | Tina   | (noch nicht vergeben)                                                                    | (2026)    | (6)                                  | 3      | 43,0 m  | voraussichtlich ab 2026 im Einsatz            |

### Sonderfahrzeuge
Historische Triebwagen

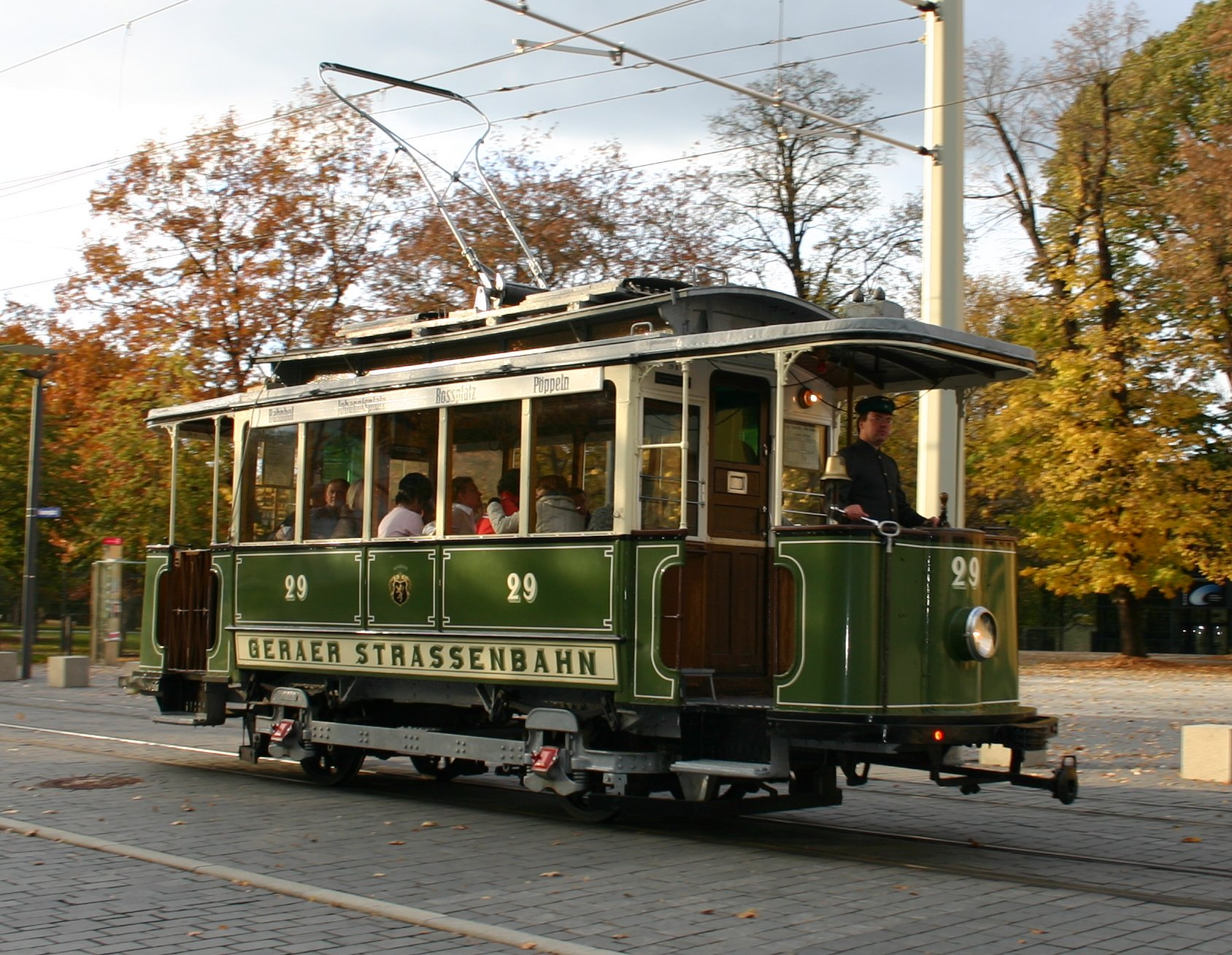
Straßenbahnwagen Nr. 29

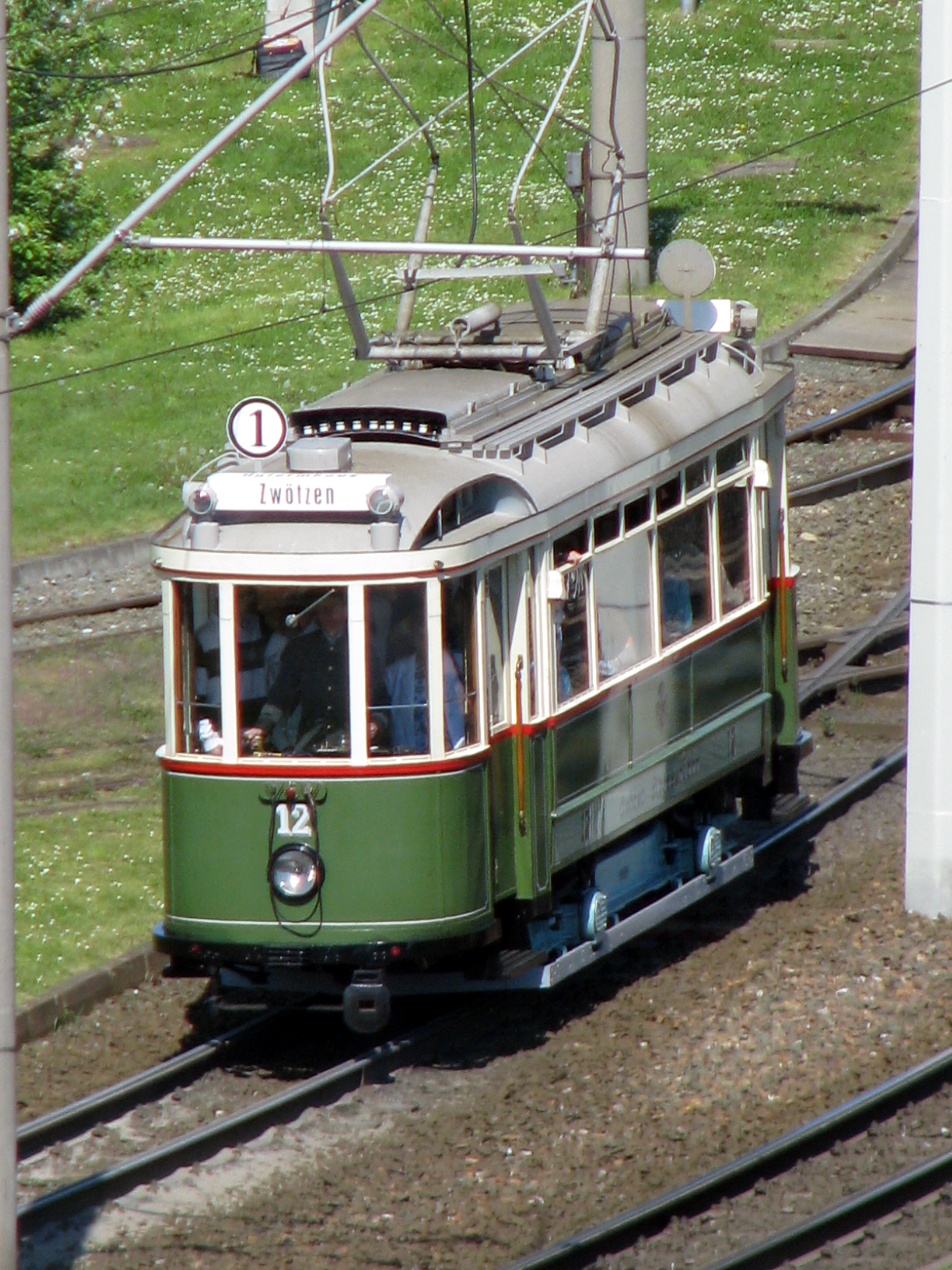
Straßenbahnwagen Nr. 12

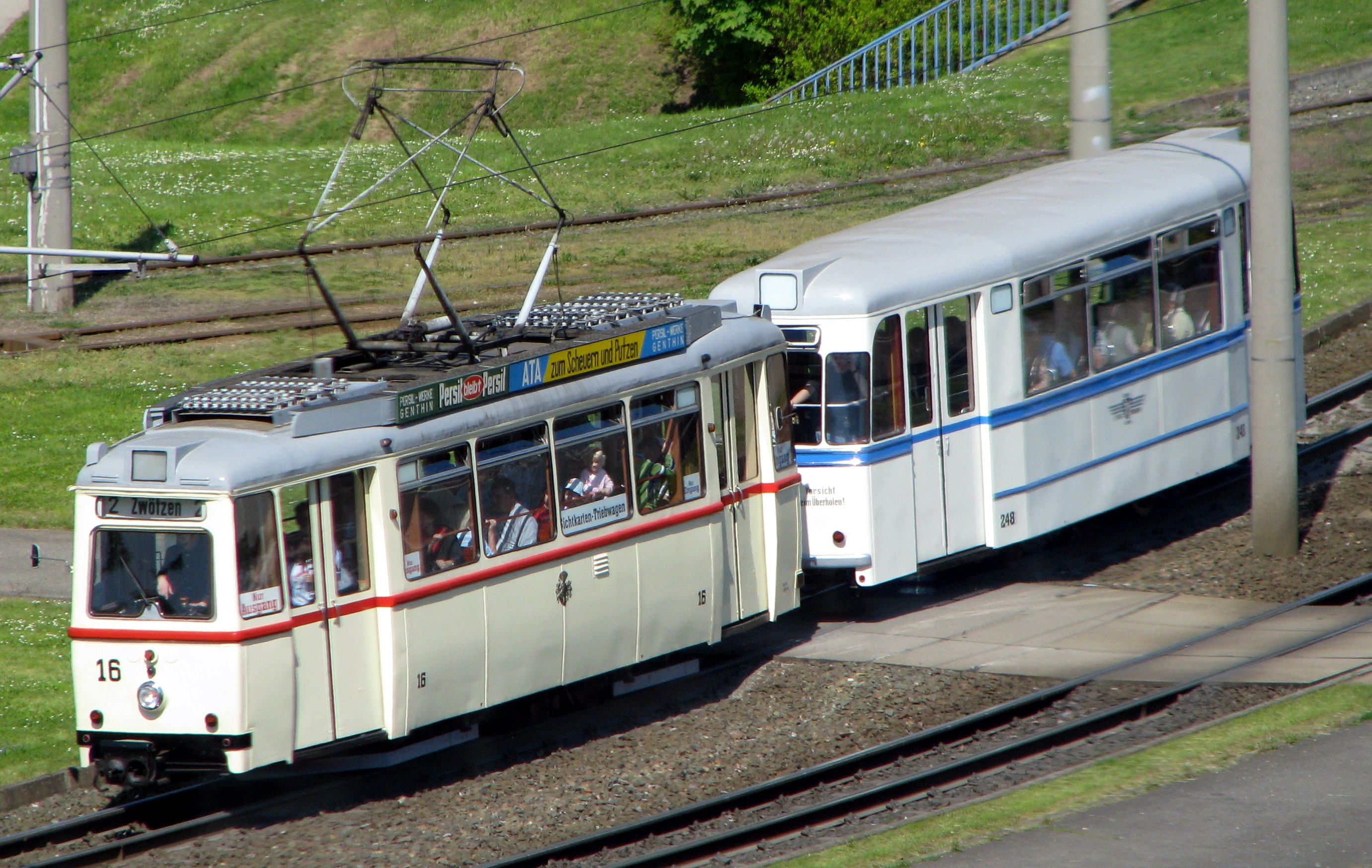
Lowa-Triebwagen Nr. 16 und Gotha-Beiwagen Nr. 248

Die GVB bietet folgende historische Sonderfahrzeuge an:
- Historischer Triebwagen Gotha ET54 von 1958 Nr. 16 (ex 118 Zwickau)
- Historischer Triebwagen MAN T2 von 1928 Nr. 12
- Historischer Triebwagen MAN T2 von 1905 Nr. 29 (ex 25 Plauen)
- Historischer Beiwagen Gotha B57 von 1959 Nr. 248 (ex 159 Jena)
- Historischer Triebwagen KT4D von 1983 Nr. 320

Aus Jena wurde eine Garnitur aus Triebwagen des Typs Gotha T57 (Baujahr 1960, Nr. 106 ex Jena 106 ex Gera 150) und Beiwagen Typ Gotha B57 (Baujahr 1959 Nr. 159 ex Jena 159 ex Gera 248) nach Gera zurückgeholt. Dieser Typ fuhr, meist mit zwei Beiwagen, bis 1990 im Geraer Liniennetz.
Diese Wagen verkehren nicht im Linienverkehr. Sie können für private Rundfahrten gemietet werden, nehmen an PR-Aktionen teil und fahren teilweise gegen einen Sonderpreis „Hop on and off“.
 Partybahn
Nachdem 2002 aus Berlin ein KT4D (ex BVG 4591 und vor Umbau 9366) mit Spezialumbau übernommen wurde (dieser Wagen verfügt über Tresen, Disco-Technik, Gästetische, Kleinküche, Toilette und bietet 32 Fahrgästen Platz, der Wagen konnte für Veranstaltungen gebucht werden), endete dieser Einsatz im Herbst 2012 mangels Zuspruchs zur Partybahn. Am 19. Dezember 2012 wurde das Fahrzeug mit dem Ziel Thüringerwaldbahn verladen.
 Spatzenbahn
2003 wurde anlässlich des internationalen Kinder-Filmfestivals Goldener Spatz ein KT4D (347 II ex 304 I) zur Geraer Spatzenbahn umgebaut. Der Spatzenwagen verfügt über nicht serienmäßige Sitzbänke, Tische, Zerrspiegel, Kinderspielzeug und ein Original-Fahrerpult im Fahrgastbereich, das sich entsprechend dem tatsächlichen Fahrbetrieb verhält. Die Spatzenbahn verkehrt wochentags im Linienverkehr auf der Linie 3 und ist für Privatveranstaltungen mietbar.
Ab Juli 2008 ist der Wagen 355 zur neuen Spatzenbahn umgebaut worden. Dieser verfügt wie auch sein Vorgänger über verschiedenes Kinderspielzeug und ein modernisiertes Fahrerpult im Fahrgastbereich (mit Display in der Mitte, wie es bei den KT4DMC üblich ist). Auf Zerrspiegel wurde verzichtet. Um Vandalismus vorzubeugen, verfügt der Wagen über ein Videoüberwachungssystem. An den Türen wird mittels Piktogrammen darauf hingewiesen.
Der 355 wurde zu Beginn hinter einer KTNF8 im Linienbetrieb eingesetzt und ist weiterhin für Privatveranstaltungen mietbar. Später wurden auch andere Traktionen mit der Spatzenbahn gefahren.

### Arbeitsfahrzeuge
Die GVB besitzt folgende Arbeitsfahrzeuge:
- Hilfsgerätewagen 339 und 340 werden nicht mehr eingesetzt und wurden am 19. Mai 2008 nach Lemberg verkauft
- Schneepflugwagen 151 (ex Stralsund 12)
- Schienenschleifwagen 104 (T4D, ex Dresden 224 212, ex 224 038, ex 222 484)
- Hilfsgerätewagen 106 (T4D, ex Dresden 222 168 – für Gera in Prag bei den dortigen Verkehrsbetrieben zum Zweirichtungstriebwagen umgebaut), neuerdings als Abschleppfahrzeug unterwegs
- Tankwagen 152 (B4D, ex Dresden 274 065, ex 272 819)

Der Tankwagen 152 wird regelmäßig an den Gleispflegewagen angehängt und bewässert die Rasengleise der neuen Stadtbahnlinie 1. Er wurde dazu extra aus Dresden übernommen und zu diesem Zweck umgebaut.
Die GVB besaß darüber hinaus den Fahrschulwagen 105 (ex 311, umgebauter KT4D). Dieser wurde 2004 zusammen mit dem alten Schienenschleifwagen 104 (T4D, ex Dresden) nach Liberec in Tschechien verkauft.

### Zukünftiges
Ursprünglich war im Investitionsplan für den Nahverkehr 2008–2012 für die Jahre 2010 und 2011 die Beschaffung von je zwei NGT12G- (Niederflur-Gelenktriebwagen 12-achsig Gera) Fahrzeugen festgeschrieben. Später wurde der schrittweise Ersatz der KT4D und KTNF8 jedoch auf den Zeitraum ab 2014 verschoben. Unklar war bei diesen Plänen, längere durchgehende Fahrzeuge oder Wagen in der Größenklasse der NGT8G zusammen mit Beiwagen beschafft werden sollten. Die Neufahrzeuge sollten für mindestens 200 Personen ausgelegt sein. Im Oktober 2009 war zu Testzwecken ein aus Darmstadt geliehener NGT8D samt Beiwagen auf der Linie 3 im Einsatz, um den Beiwagenbetrieb unter herbstlicher Witterung zu erproben, insbesondere auf der Strecke nach Bieblach Ost mit ihrer Längsneigung von bis zu 6 %. Es kam jedoch zunächst weiterhin zu keiner Fahrzeugbestellung.
2019 erfolgte schlussendlich eine europaweite Ausschreibung zur Beschaffung von insgesamt zwölf Niederflur-Gelenkwagen mit einer Länge von 30 Metern. Um die Entwicklungskosten für die individuell anzufertigenden Niederflurwagen zu senken, war geplant, diese gemeinsam mit der Thüringerwaldbahn und Straßenbahn Gotha GmbH in Auftrag zu geben. Das Investitionsvolumen pro Bahn sollte zwischen 2½ und 3 Millionen Euro betragen. Im Jahr 2021 sollten die ersten sechs und zu einem späteren Zeitpunkt weitere sechs Fahrzeuge in Gera ausgeliefert werden. Zur Auftragsvergabe kam es jedoch nicht.
Im Februar 2023 schrieb die GVB die Lieferung von zunächst sechs rund 38 m langen Niederflurwagen und optional drei weiteren aus. Den Zuschlag erhielt Stadler mit dem Fahrzeugtyp Tina, am 11. Dezember 2023 wurde der Vertrag unterzeichnet. Die Fahrzeuge der Festbestellung sollen sich sämtlich bis Mitte 2026 im Fahrgastbetrieb befinden und vertraglich abgenommen sein. Zusätzlich wurden 2024 sieben niederflurige Beiwagen des Typs SB9 von der Straßenbahn Darmstadt übernommen, um nach entsprechender Anpassung der Fahrzeuge auch mit den NGT8G längere Züge bilden zu können.